# دختر (فیلم ۲۰۲۰)
دختر (انگلیسی: Girl) یک فیلم دلهره‌آور آمریکایی-کانادایی محصول سال ۲۰۲۰ به نویسندگی و کارگردانی چد فائوست است. بلا تورن در این فیلم نقش زن جوانی را بازی می‌کند که تنها با نام دختر شناخته می‌شود، که به قصد قتل پدر آزارگرش به زادگاهش بازمی‌گردد تا متوجه شود که شخص دیگری قبلاً او را به قتل رسانده است. چد فائوست، الیزابت ساندرز، میکی رورک، لنت ور و گلن گولد از بازیگران اصلی این فیلم نیز هستند. این فیلم در سال ۲۰۱۹ در سادبری بزرگ، انتاریو فیلمبرداری شد.

## پاسخ انتقادی
در وب‌سایت جمع‌آوری نقد راتن تومیتوز، این فیلم بر اساس ۲۹ نقد، با میانگین امتیاز ۵٫۲ از ۱۰، ۵۹ درصد محبوبیت دارد.